# Nicky Cook
Nicky Cook (ur. 13 września 1979 w Londynie) – angielski bokser, były zawodowy mistrz świata organizacji WBO w kategorii junior lekkiej (do 130 funtów).
Zawodową karierę rozpoczął w 1998. Do końca 2005 stoczył dwadzieścia pięć zwycięskich pojedynków, zdobywając m.in. tytuły zawodowego mistrza Europy, mistrza Wspólnoty Narodów oraz mistrza Wielkiej Brytanii w kategorii piórkowej.
W 2006 roku stoczył kolejne dwa zwycięskie pojedynki. W lutym wygrał na punkty z Jurijem Woroninem, natomiast w grudniu miał się zmierzyć z mistrzem WBO w kategorii piórkowej, Scottem Harrisonem. Jednak Harrison wycofał się z walki z powodu trudności z utrzymaniem wagi w limicie wagowym, a także zrezygnował z tytułu mistrza świata WBO. Ostatecznie 9 grudnia 2006 Cook stoczył walkę z Harrym Ramogoadi, którego pokonał na punkty.
O wakujący, opuszczony przez Harrisona tytuł mistrza świata WBO zmierzył się 14 lipca 2007 ze Stevenem Luevano. Cook przegrał przez techniczny nokaut w jedenastej rundzie, a wcześniej pięć razy leżał na deskach: w rundzie drugiej, dwukrotnie w dziewiątej oraz w dziesiątej i jedenastej.
Po tej porażce Cook zmienił kategorię wagową na wyższą i w lutym 2008 wygrał przez techniczny nokaut w drugiej rundzie z amatorskim mistrzem świata i Europy, Bułgarem Kirkorem Kirkorowem. Już w następnej walce stanął przed kolejną szansą zdobycia tytułu mistrza świata WBO, tym razem w kategorii junior lekkiej. 6 września 2008 pokonał na punkty Aleksa Arthura i odebrał mu pas mistrzowski.
Tytuł mistrza świata stracił już w następnej walce, 14 marca 2009, przegrywając przez techniczny nokaut w czwartej rundzie z Románem Martínezem.